# 위안바오산구
위안바오산구(한국어: 원보산구, 중국어: 元宝山区, 병음: Yuánbǎoshān Qū)는 내몽골 자치구 츠펑 시의 현급 행정구역이다. 넓이는 887km2이고, 인구는 2007년 기준으로 320,000명이다.

## 기후
연평균 기온은 7.6°C이고 연평균 강수량은 407mm이다.

## 인구
전체 인구의 60%가 비농업인구이다. 한족, 몽골족, 만주족, 후이족 등 16개 민족이 거주한다.

## 행정 구역
2개 가도, 5개 진을 관할한다.
- 가도: 西露天街道, 平庄城区街道.
- 진: 风水沟镇, 元宝山镇, 美丽河镇, 平庄镇, 五家镇.